# Gay Mitchell

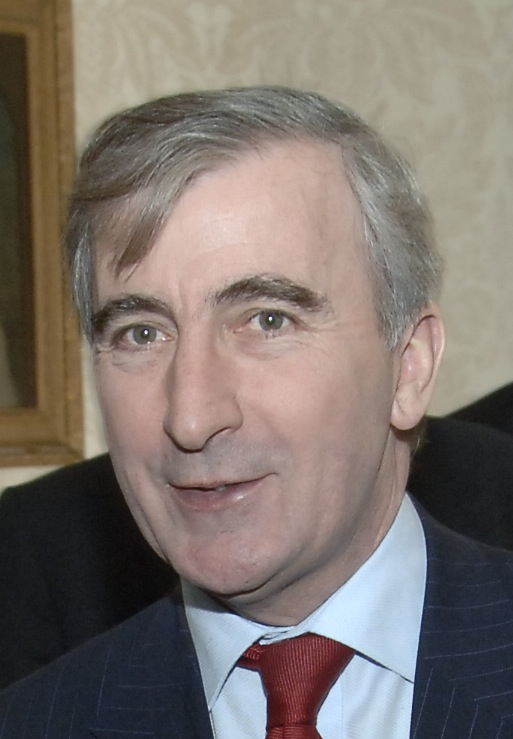
Gay Mitchell

Gay Mitchell (irisch Gabriel de Mhistéal, * 30. Dezember 1951 in Inchicore, Dublin) ist ein irischer Politiker und Mitglied des Europäischen Parlaments für den Wahlbezirk Dublin für Fine Gael, als Mitglied der Fraktion der Europäischen Volkspartei und Europäischer Demokraten.
Mitchell studierte Politikwissenschaft an der Queen’s University in Belfast. 1979 gelang Mitchell der Einzug in den Stadtrat von Dublin (Dublin City Council). Diesem gehörte er für 20 Jahre an (1979–1995 und 1999–2003). In diesem Zeitraum hatte Mitchell 1992/1993 für ein Jahr das Amt des Lord Mayor of Dublin inne, ein Amt, das 16 Jahre zuvor schon von seinem Bruder Jim Mitchell bekleidet wurde.
1981 wurde Mitchell in den 22. Dáil Éireann gewählt und war bis 2007 Teachta Dála. Im 27. Dáil Éireann war Mitchell vom 20. Dezember 1994 bis zum 26. Juni 1997 Staatsminister des Taoiseach mit der Zuständigkeit für kommunale Entwicklung und für das Internationale Zentrum für Finanzdienstleistungen (Minister of State at the Department of the Taoiseach (with special responsibility for IFSC and Local Government Initiatives)), sowie Staatsminister für Europafragen. 2004 wurde er in das Europäische Parlament gewählt. Bei den Wahlen zum 30. Dáil Éireann trat Mitchell nicht mehr an. Aus dem Europäischen Parlament schied er im Mai 2014 aus. 